# Bella Flor
Bella Flor è un comune (municipio in spagnolo) della Bolivia nella provincia di Nicolás Suárez (dipartimento di Pando) con 2.157 abitanti dato 2010).

## Cantoni
Il comune è suddiviso in 2 cantoni.
- Costa Rica (Bella Flor)
- Chapacura